# Davit Tonoian
David Edgari Tonoyan (arménien: Դավիթ Էդգարի Տոնոյան; né le 27 décembre 1967) est une personnalité politique arménienne et ancien ministre de la Défense d'Arménie.

## Biographie
Il est né le 27 décembre 1967 dans la ville d'Oust-Kamenogorsk (aujourd'hui Oskemen), dans la région du Kazakhstan oriental de la RSS kazakhe, ou le Kazakhstan moderne. Il est le petit-fils de Hovhannes Hakobov, un vétéran de l'Armée rouge qui a pris part à la Seconde Guerre mondiale. En 1986, il a rejoint le district militaire transcaucasien des forces armées soviétiques. En 1991, il a déménagé à Erevan pour fréquenter l'Université d'État d'Erevan. Entre 1998 et 2007, Tonoyan a occupé divers postes au siège de l’OTAN à Bruxelles, en tant que représentant de l’Arménie auprès de l’OTAN pendant trois ans. En 2007, Tonoyan est retourné en Arménie pour diriger les départements de coopération militaire internationale et de politique de défense au ministère de la Défense.
Selon un décret présidentiel signé le 6 février, David Tonoyan a été nommé au poste de ministre des Situations d'urgence.

### Ministre de la Défense
Le Premier ministre Nikol Pachinian a nommé Tonoyan ministre de la Défense le 11 mai 2018, après l'entrée en fonction de Pachinian trois jours plus tôt. Il a été recommandé au poste par le député Ararat Mirzoyan, qui a déclaré que Tonoyan était "absolument qualifié pour être ministre arménien de la Défense".

## Vie privée
Il est actuellement marié et père de deux enfants.